# Giyan
Gīyān (farsi گیان) è una città dello shahrestān di Nahavand, circoscrizione di Giyan, nella provincia di Hamadan. Aveva, nel 2006, una popolazione di 8.062 abitanti.